# آلبرایا
آلبرایا (به اسپانیایی: Alboraya) یک شهرستان در اسپانیا است که در Horta Nord واقع شده‌است.

## خصوصیات
آلبرایا ۸٫۳ کیلومترمربع مساحت و ۲۲٬۱۷۴ نفر جمعیت دارد و ۵ متر بالاتر از سطح دریا واقع شده‌است.